# Чемпионат России по тяжёлой атлетике 2006
15-й чемпионат России по тяжёлой атлетике прошёл в городе Невинномысске Ставропольского края с 3 по 7 июля 2006 года. В соревнованиях приняли участие 174 спортсмена из 37 регионов.

## Медалисты

### Женщины
| Дисциплины  | Золото                              | Золото   | Серебро                               | Серебро  | Бронза                                          | Бронза   |
| до 48 кг    | до 48 кг                            | до 48 кг | до 48 кг                              | до 48 кг | до 48 кг                                        | до 48 кг |
| ----------- | ----------------------------------- | -------- | ------------------------------------- | -------- | ----------------------------------------------- | -------- |
| Сумма       | Юлия Артемьева Красноярск           | 162 кг   | Рагнета Карданова Кабардино-Балкария  | 162 кг   | Ираида Циварева Санкт-Петербург                 | 211 кг   |
| до 53 кг    |                                     |          |                                       |          |                                                 |          |
| Сумма       | Светлана Черемшанова Курган         | 195 кг   | Регина Мавлютова Башкортостан         | 182 кг   | Марина Гужевникова Кемеровская область          | 177 кг   |
| до 58 кг    |                                     |          |                                       |          |                                                 |          |
| Сумма       | Елена Биршкис Новосибирская область | 199 кг   | Петрова Кемеровская область           | 198 кг   | Марина Дубровина Ростовская область             | 154 кг   |
| до 63 кг    |                                     |          |                                       |          |                                                 |          |
| Сумма       | Елена Шадрина Челябинская область   | кг       | Елена Сухова Ростовская область       | 198 кг   | Таисья Антонова Ямало-Ненецкий автономный округ | 196 кг   |
| до 69 кг    |                                     |          |                                       |          |                                                 |          |
| Сумма       | Ольга Глаз Санкт-Петербург          | 236 кг   | Феденева Вологодская область          | 205 кг   | Минкина Брянская область                        | 191 кг   |
| до 75 кг    |                                     |          |                                       |          |                                                 |          |
| Сумма       | Алла Важенина Краснодарский край    | 251 кг   | Екатерина Жуковская Красноярский край | 250 кг   | Акимова Ставропольский край                     | 247 кг   |
| свыше 75 кг |                                     |          |                                       |          |                                                 |          |
| Сумма       | Виктория Семёнова Красноярский край | 248 кг   | Юлия Муратова Ростовская область      | 248 кг   | Карина Власова Дагестан                         | 240 кг   |

### Мужчины
| Дисциплины   | Золото                                             | Золото             | Серебро                                     | Серебро            | Бронза                  | Бронза             |
| до 56 кг     | до 56 кг                                           | до 56 кг           | до 56 кг                                    | до 56 кг           | до 56 кг                | до 56 кг           |
| ------------ | -------------------------------------------------- | ------------------ | ------------------------------------------- | ------------------ | ----------------------- | ------------------ |
| Сумма        | Валерий Батиев Сыктывкар                           | 217 (100+117) кг   | Александр Галечин Хабаровск                 | 216 (98+118) кг    | Чертков Мценск          | 215 (100+115) кг   |
| до 62 кг     |                                                    |                    |                                             |                    |                         |                    |
| Сумма        | Аменов Читинская область                           | 270 (125+145) кг   | Долбузов Чита                               | 266 (120+146) кг   | Куршин Чебоксары        | 260 (115+145) кг   |
| до 69 кг     |                                                    |                    |                                             |                    |                         |                    |
| Сумма        | Матвеев Санкт-Петербург                            | 308 (140+168) кг   | Сиюхов Майкоп                               | 305 (135+170) кг   | Пеунов Ярославль        | 302 (132+170) кг   |
| до 77 кг     |                                                    |                    |                                             |                    |                         |                    |
| Сумма        | Олег Перепечёнов Сургут                            | 382 (170 + 212) кг | Луканин Сочи                                | 350 (150 + 200) кг | Павленко Солнечнодольск | 350 (155 + 195) кг |
| до 85 кг     |                                                    |                    |                                             |                    |                         |                    |
| Сумма        | Роман Хаматшин Арсеньев                            | 376 (167 + 209) кг | Асламбек Эдиев Грозный                      | 375 (175 + 200) кг | Мкртич Погосян Новгород | 366 (164 + 202) кг |
| до 94 кг     |                                                    |                    |                                             |                    |                         |                    |
| Сумма        | Роман Константинов Новокузнецк, Ростовская область | 398 (180 + 218) кг | Созаев Москва, Тырныауз                     | 395 (177 + 218) кг | Деманов Казань          | 389 (171 + 218) кг |
| до 105 кг    |                                                    |                    |                                             |                    |                         |                    |
| Сумма        | Дмитрий Клоков Уфа, Балашиха                       | 425 (193 + 232) кг | Дмитрий Лапиков Калининград                 | 424 (197 + 227) кг | Фёдоров Томская область | 380 (183 + 197) кг |
| свыше 105 кг |                                                    |                    |                                             |                    |                         |                    |
| Сумма        | Владимир Глушко Краснодар                          | 454 (202 + 252) кг | Краснов Московская область, Санкт-Петербург | 407 (182 + 225) кг | Шеломанов Новосибирск   | 405 (180 + 225) кг |

Олег Перепечёнов победил в категории до 77 кг, установив новый национальный рекорд в толчке — 212 кг. Это на два килограмма больше мирового рекорда, также принадлежащего Перепеченову, однако на внутрироссийских соревнованиях мировые достижения не фиксируются.